# Instytut Wymiaru Sprawiedliwości
Instytut Wymiaru Sprawiedliwości (IWS) – polska placówka naukowa (jednostka budżetowa) z siedzibą w Warszawie, której celem są działania na rzecz harmonizacji prawa polskiego z międzynarodowymi standardami prawnymi, w tym zwłaszcza z wymogami normatywnymi Unii Europejskiej.
Instytut prowadzi działalność naukowo-badawczą z zakresu tworzenia, stosowania, aksjologii i społecznego funkcjonowania prawa oraz zjawisk przestępczości i patologii społecznej.

## Historia
Instytut Wymiaru Sprawiedliwości powstał w 1990 w wyniku połączenia Instytutu Badania Prawa Sądowego i Instytutu Problematyki Przestępczości. Początkowo funkcjonował jako jednostka badawczo-rozwojowa. Zarządzeniem Ministra Sprawiedliwości z dnia 10 marca 2009 roku Instytut został przekształcony w jednostkę budżetową. W 2012 roku utrzymanie Instytutu kosztowało ok. 3,3 mln zł rocznie.

## Zadania
Zgodnie z zarządzeniem Ministra Sprawiedliwości do zadań Instytutu należą:
- Prowadzenie badań dotyczących tworzenia, stosowania i społecznego funkcjonowania prawa oraz zjawisk przestępczości i patologii społecznej. W szczególności:
  - funkcjonowanie instytucji prawnych w praktyce wymiaru sprawiedliwości
  - kierunki orzecznictwa sądowego
  - funkcjonowanie organów wymiaru sprawiedliwości
  - przyczyny i uwarunkowania naruszeń prawa
  - rozmiary, struktura i dynamika przestępczości oraz innych zjawisk i zachowań dewiacyjnych
  - problematyka wykonywania kary oraz resocjalizacji przestępców
  - instytucje prawa polskiego na tle porównawczym, w tym zgodności prawa polskiego z normami i standardami prawa międzynarodowego i europejskiego
- Współpraca z organizacjami i placówkami, w szczególności z
  - Komisją Europejską oraz organizacjami międzynarodowymi w zakresie zbierania i wymiany danych o przestępczości oraz wymiarze sprawiedliwości
  - innymi instytucjami, w tym zwłaszcza placówkami naukowo-badawczymi, w kraju i za granicą
- Pozostałe zadania:
  - działalność wydawnicza i dokumentacyjna
  - opracowywanie analiz i ekspertyz
  - organizowanie seminariów i konferencji

Działalność Instytutu regulują obecnie wybrane przepisy ustawy o instytutach badawczych zgodnie z art. 66 ustawy z dnia 30 kwietnia 2010 r. o instytutach badawczych oraz statut nadany przez Ministra Sprawiedliwości zarządzeniem z dnia 9 września 2016 roku.
Według statutu IWS ma prowadzić badania dotyczące tworzenia, stosowania, aksjologii i społecznego funkcjonowania prawa oraz zjawisk przestępczości, a także upowszechnianie wyników tych badań oraz edukacja prawna. Szczególnym zadaniem Instytutu jest badanie funkcjonowania wymiaru sprawiedliwości, jego efektywności, roli orzecznictwa sądowego, aksjologii prawa oraz etyki zawodów prawniczych. 
IWS jako jedyna placówka badawcza w Polsce  prowadzi na szeroką skalę badania naukowe akt sądowych i prokuratorskich (ok. 10 tys. akt rocznie) oraz przygotowuje analizy prawnoporównawcze, statystyczne, ekonomiczne i badania sondażowe. W ramach działalności Instytut współpracuje z sądami i innymi organami wymiaru sprawiedliwości oraz Krajową Szkołą Sądownictwa i prokuratury. Bierze także udział we współpracy międzynarodowej, uczestnicząc w międzynarodowych programach badawczych realizowanych m.in. przez Komisją Europejską, Europejski Urząd Statystyczny oraz Radę Europy. W ramach upowszechniania wyników badań Instytut organizuje krajowe i międzynarodowe konferencje, seminaria, konkursy prac naukowych oraz prowadzi Wydawnictwo IWS.

## Struktura

### Sekcje
Instytut dzieli się na pięć sekcji:
- Sekcja Prawa i Procesu Karnego
- Sekcja Prawa i Procesu Cywilnego
- Sekcja Prawa Rodzinnego
- Sekcja Ekonomicznych Analiz Wymiaru Sprawiedliwości
- Sekcja Praw Podstawowych

W grudniu 2016 r. powołano Centrum Analiz Strategicznych, które zajmuje się wypracowywaniem strategii Instytutu Wymiaru Sprawiedliwości. Zadaniem Centrum Analiz Strategiczny jest m.in. prowadzenie badań dotyczących tworzenia, stosowania i społecznego funkcjonowania prawa oraz przestępczości i patologii społecznej, a także upowszechnianie wyników tych badań oraz edukacja prawna. Centrum prowadzi też międzynarodową współpracę naukową z jednostkami badawczymi m.in. z Norwegii, Węgier, Słowacji, Chorwacji i Ukrainy.

### Kierownictwo
- Piotr Rylski – dyrektor
- Maciej Domański – zastępca dyrektora[10]
- vacat – przewodniczący Rady Naukowej[11]

### Dyrektorzy
- Andrzej Siemaszko (1992–2015)[12]
- Marcin Romanowski (2015–2019)
- Marcin Wielec (2019–2024)[13]
- Piotr Rylski (od 2024)[14]